# Suimanga flamíger
El suimanga flamíger (Aethopyga flagrans) és un suimanga, per tant un ocell de la família dels nectarínids (Nectariniidae). Habita els boscos de Luzon i Catanduanes a les Filipines.